# Olivier Vodoz
Olivier Vodoz (* 10. September 1943 in Vevey) ist ein Schweizer Jurist und Politiker. Er war für die Liberale Partei von 1977 bis 1989 Mitglied des Grand Conseil sowie von 1989 bis 1997 des Conseil d’État des Kantons Genf. Seit 1998 ist er Mitglied und seit 2006 Vizepräsident des Internationalen Komitees vom Roten Kreuz.

## Biografie
Olivier Vodoz wurde 1943 in Vevey geboren und besuchte von 1960 bis 1964 das Collège Calvin in Genf. Anschliessend absolvierte er ein Studium der Rechtswissenschaften an der Universität Genf, das er 1967 mit dem Lizentiat abschloss. Bis 1989 war er in Genf als niedergelassener Rechtsanwalt in der Kanzlei Haissly & Vodoz tätig. 
Von 1977 bis 1989 vertrat er die Liberale Partei im Grand Conseil, dem Parlament des Kantons Genf. Anschliessend war er von 1989 bis 1997 Staatsrat im Conseil d’État, in dem er 1994/1995 das Amt des Präsidenten innehatte sowie zeitweise dem Finanzdepartement beziehungsweise dem Militärdepartement vorstand. Seit März 1998 gehört er dem Verwaltungsrat der Union Bancaire Privée und seit April 1999 auch der Banque Heritage an. Darüber hinaus war er von 2001 bis 2008 auch Verwaltungsrats-Mitglied der Helvetia Versicherungen.
Im Jahr 1998 wurde er zum Mitglied des Internationalen Komitees vom Roten Kreuz (IKRK) kooptiert, in dem er seit Januar 2006 als einer von zwei Vizepräsidenten fungiert. 2014 wurde ihm der japanische mittlere Orden der Aufgehenden Sonne am Band verliehen.
Olivier Vodoz ist verheiratet und Vater von zwei Kindern.